# Radivoje Manić
Radivoje Manić (* 16. Januar 1972 in Pirot) ist ein ehemaliger jugoslawischer bzw. serbischer Fußballspieler.

## Karriere

### Verein
Manić begann seine Karriere bei FK Radnički Pirot. Danach spielte er bei FK Radnički Niš, Busan I'Cons, Cerezo Osaka, FK Napredak Kruševac, Incheon United und FK Sevojno. 2007 beendete er seine Spielerkarriere.

### Nationalmannschaft
Im Jahr 1997 debütierte Manić für die Serbisch-montenegrinische Fußballnationalmannschaft.